# مانويل دي سوزا رودريغوس
مانويل دي سوزا رودريغوس (29 ديسمبر 1942 بالبرتغال - ) هو لاعب كرة قدم برتغالي في مركز الدفاع. شارك مع منتخب البرتغال لكرة القدم. أما مع النوادي، فقد لعب مع نادي بيلينينسش.

## وصلات خارجية
- مانويل دي سوزا رودريغوس على موقع قاعدة بيانات كرة القدم.إي يو (الإنجليزية)
- مانويل دي سوزا رودريغوس على موقع عالم كرة القدم.نت (الإنجليزية)